# کرک کردن نرم‌افزار

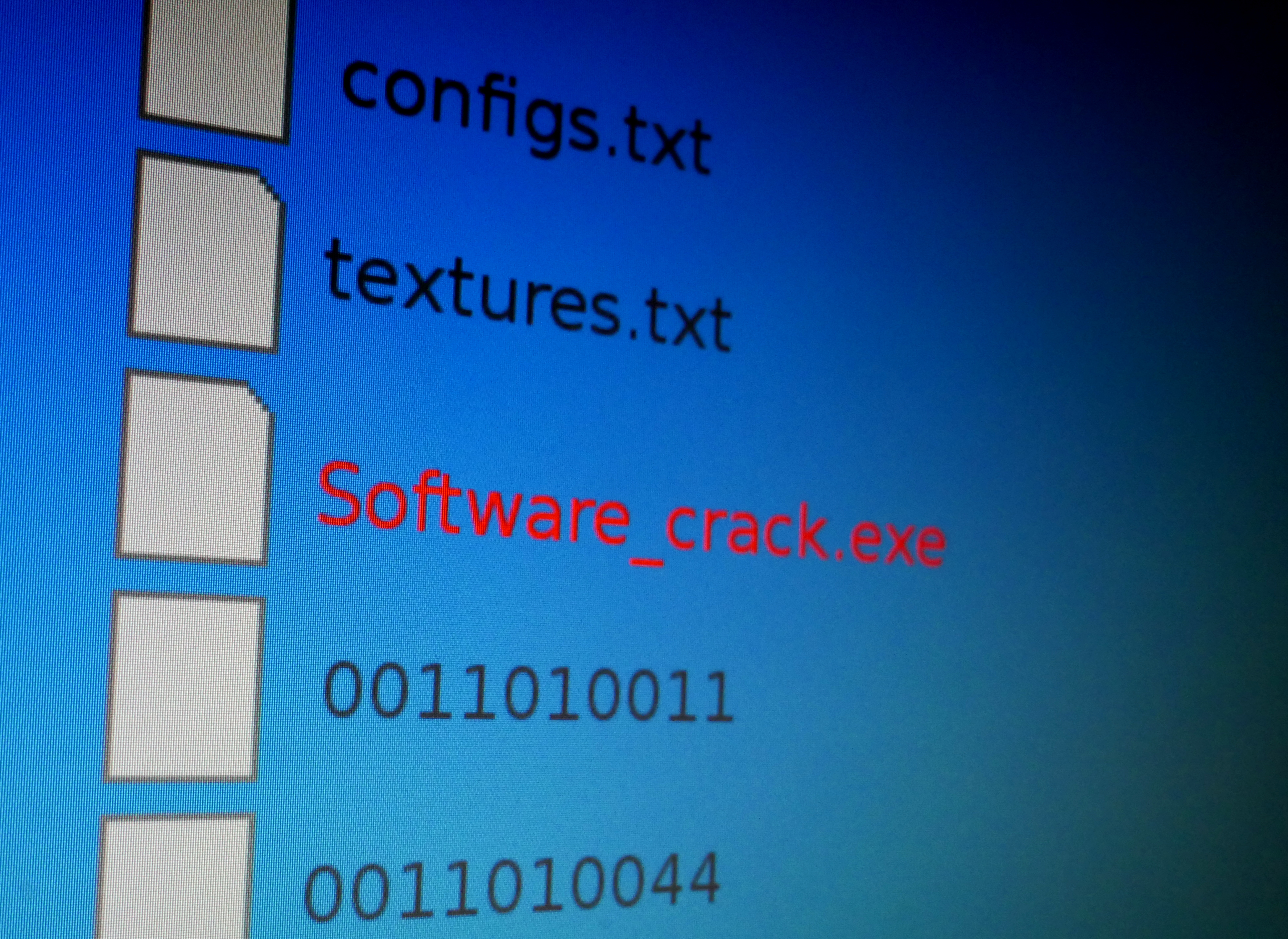
نمونه فایل کرک شده

کِرَک کردن نرم‌افزار یا قفل گشایی نرم‌افزار، یعنی تغییر دادن نرم‌افزار به منظور حذف کردن روش‌های حفاظتی آن نرم‌افزار؛ از جمله این روش‌های حفاظتی می‌توان به موارد زیر اشاره کرد:
- ممانعت از کپی، نسخه نمایشی
- آزمایشی
- شماره سریال
- از بین بردن واتر مارک
- قفل سخت‌افزار

تا بتوان از آن برخلاف خواستهٔ سازندگان یا روشی که سازندگان در نظر گرفته‌اند استفاده کرد.
به افرادی که کرک می‌کنند کرکر گفته می‌شود.
کرکرها با استفاده از دیباگرها، دیس‌اسمبلرها و دی‌کامپایلرها برنامه‌ها را کرک می‌کنند.

## تاریخچه
اولین نرم‌افزار محافظ کپی برای نرم‌افزار اپل ۲، آتاری ۸۰۰ و کومودور ۶۴ به کار گرفته شد. ناشران نرم‌افزار به‌طور فزاینده‌ای روش‌های پیچیده را در تلاش برای متوقف‌کردن کپی غیرمجاز نرم‌افزار اجرا کرده‌اند.
در اپل II، برخلاف کامپیوترهای مدرن که از درایورهای ابزار استاندارد برای مدیریت ارتباطات وسیله استفاده می‌کنند، سیستم‌عامل به‌طور مستقیم موتور مرحله‌ای را کنترل می‌کند که حرکت دیسک نرم را هدایت می‌کند، و همچنین داده‌های خام را به نام nibbles تفسیر می‌کند، از هر شیار برای شناسایی بخش‌های داده‌ها استفاده می‌کند. این اجازه داده شد که نرم‌افزار با ذخیره‌سازی داده‌ها روی نیمی از خط (۰، ۱، ۲٫۵، ۳٫۵، ۵، ۶، ۶، ۶، ۶، ۶، ۶ …)و هر ترکیبی از آن را ذخیره کند. علاوه بر آن، ریل‌ها نیازی به حلقه‌های کامل نداشتند، اما ممکن است به این ترتیب مورد برش و برش قرار گیرد تا بخش‌ها بتوانند در طول خطوط خنثی با هم تداخل پیدا کنند. آخرین نسخه از آن به عنوان ردگیری مارپیچی شناخته می‌شود.
همچنین کشف شد که بسیاری از درایوهای دیسک یک حد بالایی ثابت به جنبش دارند، و گاهی ممکن است که یک شیار ۳۶ ۳۶ اضافی بالاتر از ۳۵ خط طبیعی داشته باشد.
برنامه‌های کپی اپل II استاندارد نتوانست چنین floppy حفاظت‌شده را بخواند، چون داس استاندارد فرض کرد که تمام دیسک‌ها یک چیدمان ۳۵ - track، ۱۳ - یا ۱۶ بخش داشته باشند.
برنامه‌های ویژه Nibble- کپی مانند کلیدساز و نسخه‌برداری II به علاوه می‌توانند با استفاده از یک کتابخانه مرجع از روش‌های حفاظت شناخته‌شده، این دیسک‌ها را تکثیر کنند.
زمانی که برنامه‌های حفاظتی شکسته شد، آن‌ها به‌طور کامل از سیستم حفاظت کپی جدا شده و به یک دیسک قالبی استاندارد انتقال داده شدند که هر برنامه کپی اپل II می‌توانست آن را بخواند.
یکی از مسیرهای اولیه برای هک کردن این حمایت‌های کپی اولیه، اجرای برنامه‌ای است که عملیات عادی CPU را شبیه‌سازی می‌کند. شبیه‌ساز CPU تعدادی از ویژگی‌های اضافی را برای هکرها فراهم می‌کند، مانند توانایی یک مرحله‌ای از طریق هر دستورالعمل پردازنده و بررسی دفاتر CPU و حافظه تغییر یافته به عنوان اجرا (هر گونه disassembler / debugger مدرن می‌تواند این کار را انجام دهد). اپل II یک سیستم ساخته‌شده در opcode disassembler را فراهم کرد که به حافظه خام اجازه رمزگشایی به opcodes CPU را می‌دهد، و این می‌تواند برای بررسی این که چه چیزی در مرحله بعدی انجام خواهد شد، مورد استفاده قرار گیرد. به‌طور کلی، هیچ دفاعی برای سیستم حفاظت از کپی وجود ندارد، زیرا همه اسرار آن از طریق شبیه‌سازی دیده می‌شوند. با این حال، به دلیل اینکه خود شبیه‌سازی باید بر روی CPU اصلی اجرا شود، علاوه بر اینکه نرم‌افزار مورد شنود قرار می‌گیرد، شبیه‌سازی اغلب بسیار آهسته و حتی با حداکثر سرعت اجرا خواهد شد.
در آتاری ۸ - بیتی، رایج‌ترین روش حفاظت از طریق «بخش‌های بد» بود.
اینها بخش‌هایی از دیسک بودند که به عمد توسط درایو دیسک غیرقابل خواندن بودند.
نرم‌افزار زمانی که برنامه بارگیری می‌شد به دنبال این بخش‌ها خواهد بود اگر یک کد خطا هنگام دسترسی به این بخش‌ها مسترد نشود.
برنامه‌های کپی ویژه در دسترس بودند که دیسک را کپی کرده و هر بخش بد را به خاطر داشته باشند. سپس کاربر می‌تواند از برنامه‌ای برای چرخاندن درایو با خواندن پیوسته یک بخش استفاده کرده و RPM را نمایش دهد. با بالا بردن هارد دیسک، پیچ‌گوشتی کوچک را می‌توان برای کند کردن RPM در زیر یک نقطه مشخص استفاده کرد. زمانی که درایو کاهش یافت، برنامه می‌تواند برود و «بخش‌های بد» را که مورد نیاز است بنویسد. پس از انجام این کار، RPM با سرعت به حالت عادی برگشت و یک کپی از آن ایجاد شد. البته شکستن نرم‌افزار به منظور پیش‌بینی بخش‌های خوب برای کپی کردن دیسک‌ها بدون نیاز به دخالت در دیسک درایو. همان‌طور که زمان به روش‌های پیچیده‌تر توسعه داده شد، اما تقریباً همه انواع داده دیسک ناقص، مانند یک بخش که ممکن است داده‌های متفاوتی در دسترسی جداگانه به علت هم تراز داده‌های بد داشته باشند، وجود داشت. محصولات در دسترس (از شرکت‌هایی مانند کامپیوترهای شاد) که جایگزین BIOS controller در محرک «هوشمند» آتاری شدند، در دسترس قرار گرفتند. این درایوهای با ارتقا به کاربر این امکان را داد تا نسخه‌های دقیقی از برنامه اصلی را با حمایت‌های کپی از روی دیسک جدید تهیه کند.
در کمودور ۶۴، چندین روش برای حفاظت از نرم‌افزار استفاده شده‌است. برای نرم‌افزاری که بر روی گردان cartridges توزیع شده‌است، از subroutines استفاده شده‌است که سعی در نوشتن بر روی کد برنامه دارند. اگر نرم‌افزار در حافظه فقط‌خواندنی، هیچ اتفاقی نمی‌افتاد، اما اگر نرم‌افزار به رم منتقل می‌شد، نرم‌افزار از کار افتاده می‌شد. به دلیل عملکرد of Commodore، یک طرح حفاظت نگاشت، باعث می‌شود که هد دیسک نرم در برابر انتهای ریل قرار گیرد، که می‌تواند باعث شود که حرکت منجر به misaligned شود. در برخی موارد، نسخه‌های ترک کننده نرم‌افزار برای اجتناب از این نتیجه مطلوب بودند. یک سر محرک misaligned معمولاً با کوبیدن بر روی ریل قطار کم می‌شد. یک طرح حفاظت وحشیانه دیگر از مسیر ۱ تا ۴۰ و پس از چند بار اجرا شد.
بسیاری از شیرینی‌های نرم‌افزار اولیه، دوستداران کامپیوتر بودند که اغلب گروه‌هایی تشکیل می‌دادند که در ایجاد شکاف و گسترش نرم‌افزار با یکدیگر رقابت می‌کردند. شکستن یک طرح حفاظت کپی جدید تا جایی که ممکن است به عنوان فرصتی برای نشان دادن برتری فنی فرد به جای امکان تصمیم‌گیری در نظر گرفته می‌شود. برخی از دوستداران بسیار ماهر در حال حاضر نرم‌افزار را ترک می‌کنند و رشته‌های رمزنگاری نشده مختلفی را در آن ویرایش می‌کنند تا پیام‌ها را تغییر دهند و به بازیکن بازی بگویند که اغلب چیزی مبتذل محسوب می‌شود. Uploading نسخه‌های تغییر یافته در شبکه‌های به اشتراک گذاری فایل منبعی از خنده برای کاربران بالغ را ارایه می‌دهد. گروه‌های کراکر در دهه ۱۹۸۰ شروع به تبلیغ خود و مهارت‌های آن‌ها از طریق اتصال تلویزیون‌های animated معروف به intros ترک در برنامه‌های نرم‌افزاری که ترک کرده و رها کردند. هنگامی که رقابت فنی از چالش‌های ایجاد شکاف به چالش‌های ایجاد intros بصری چشمگیر گسترش یافت، پایه‌های یک خرده‌فرهنگ جدید به نام demoscene تأسیس شد. Demoscene شروع به جدا کردن خود از صحنه غیرقانونی "warez" در دهه ۱۹۹۰ کرد و اکنون به عنوان یک خرده‌فرهنگ کاملاً متفاوت تلقی می‌شود. بسیاری از کرکر نرم‌افزاری بعدها تبدیل به مهندسی معکوس نرم‌افزار کارآمد شد؛ دانش عمیق مونتاژ مورد نیاز برای جلوگیری از حمایت، آن‌ها را قادر به معکوس کردن رانندگان مهندسی معکوس کرد تا آن‌ها را از محرک‌های دوگانه برای ویندوز به رانندگان با کد مبدأ برای لینوکس و دیگر سیستم‌های عملیاتی آزاد تبدیل کند. همچنین، چون موسیقی و بازی، بخش جدایی‌ناپذیر از بازی کردن فرمت موسیقی بود و گرافیک زمانی بسیار محبوب شد که سخت‌افزار برای کاربر خانگی مقرون‌به‌صرفه شد.
با ظهور اینترنت، کراکر نرم‌افزارها سازمان‌های آنلاین مخفی را توسعه داد. در نیمه دوم دهه نود، یکی از معتبرترین منابع اطلاعاتی در مورد «معکوس کردن محافظت از نرم‌افزار» وب سایت Fravia بود.
بسیاری از گروه‌های شناخته‌شده یا «نخبه» به‌طور کامل شکاف‌های نرم‌افزاری را برای احترام به صحنه «صحنه» و نه سود، ایجاد می‌کنند. از آنجا، شکاف‌ها کم‌کم بر روی سایت‌های اینترنتی عمومی توسط افراد یا کرکرها که از آرشیو انتشار FTP محافظت می‌کنند و به صورت غیرقانونی توسط احزاب دیگر فروخته می‌شوند، به سایت‌های اینترنتی عمومی نشت کرده‌است.
صحنه‌ای که امروز بازی می‌شود متشکل از گروه‌های کوچکی از افراد ماهر است که به‌طور غیررسمی برای داشتن بهترین ترقه، روش‌های ترک و مهندسی معکوس رقابت می‌کنند.

## انواع دیگر کرک نرم‌افزار

### کرک نوع Keygen
Keygen برخلاف کرک که کلا قفل نرم‌افزار را می‌شکند، برای شما یک کد سریال می‌سازد. در اکثر فایل‌های Keygen ابتدا لیستی از نرم‌افزارهای پشتیبانی شده توسط ان keygen نمایش داده می‌شود که باید یکی از ان‌ها را انتخاب کنید سپس برای شما یک کد سریال یا Licence می‌سازد.

### Patch
Patch نوع دیگر کرک است که شما باید ان را در پوشه نرم‌افزار مورد نظر قرار دهید و سپس ان را باز کنید. با این کار فایل Patch فایل‌های لایسنس نرم‌افزار را می‌سازد و در جای مناسب قرار می‌دهد.
پچ یک فایل کرک شده از نرم افزار است که به همراه فایل اصلی، در یک بسته به مصرف کننده ارائه می شود. کاربران در ابتدا باید فایل اصلی را نصب کرده و سپس برنامه اصلی را جایگزین برنامه پچ کنند.
KMS
فعال سازی به روش KMS که در این روش، یک سرور استعلام شبیه‌سازی به‌صورت Localhost روی سیستم میزبان نصب می‌شود (بیشترین روش برای اکتیو ویندوز و محصولات ماکروسافت)